# Rolle (Vaud)
Pour les articles homonymes, voir Rolle.
Rolle est une commune suisse du canton de Vaud, située dans le district de Nyon.

## Géographie

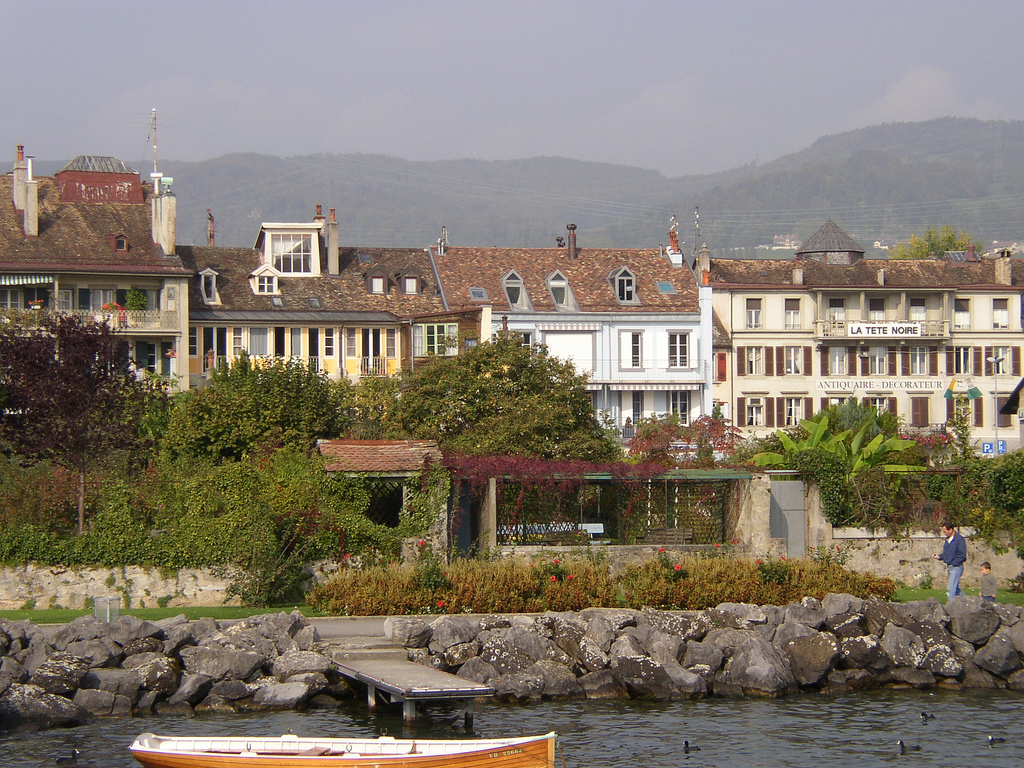
Rolle depuis le lac.

Rolle se situe au bord du Léman entre Genève et Lausanne dans la région de La Côte.

Rolle en 1958

## Population

### Gentilé et surnom
Les habitants de la commune se nomment les Rollois,.
Ils sont surnommés lè Pllianta-saudzon (les plantes-saules en patois vaudois, les marais de la commune ayant été assainis de la sorte).

## Histoire

Rolle, photo aérienne de 1925. (Walter Mittelholzer)

Établie au voisinage d'un château construit dans les années 1260, l'agglomération a été fondée en janvier 1319 par le comte Amédée V de Savoie. Elle est la dernière des villes neuves créées par la famille de Savoie au Pays de Vaud. Le détail de cette opération coup de poing est exceptionnellement bien documenté.
Rolle ne joua pas un rôle déterminant parmi les nombreux postes de douane établis le long du Lac Léman, étant donné sa fondation tardive. Ainsi, la Rolle médiévale n'acheva jamais sa muraille qui commençait au bord du Lac Léman.

## Politique
La commune de Rolle est dotée d'un conseil municipal (appelé Municipalité), l'exécutif, et d'un conseil communal, le législatif. Tous deux sont élus au suffrage universel. La Municipalité est présidée par le syndic, lui aussi élu directement par la population.

### Liste des syndics de Rolle
- Edmond Gallay.
- ........- 2002 : Fernand Baudraz.
- 2002 - 2011 : Daniel Belotti, Parti libéral-radical (PLR).
- 2011 - 2016 : Jean-Noël Goël, PS.
- 2017 - juin 2021 : Denys Jaquet, PS.
- Depuis le 1er juillet 2021 : Monique Choulat Pugnale, PLR.

## Monuments

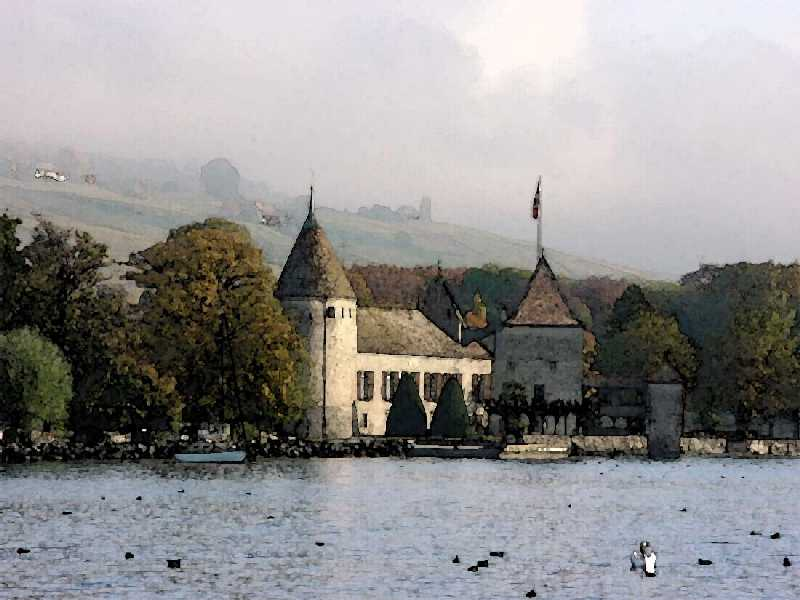
Le château de Rolle.

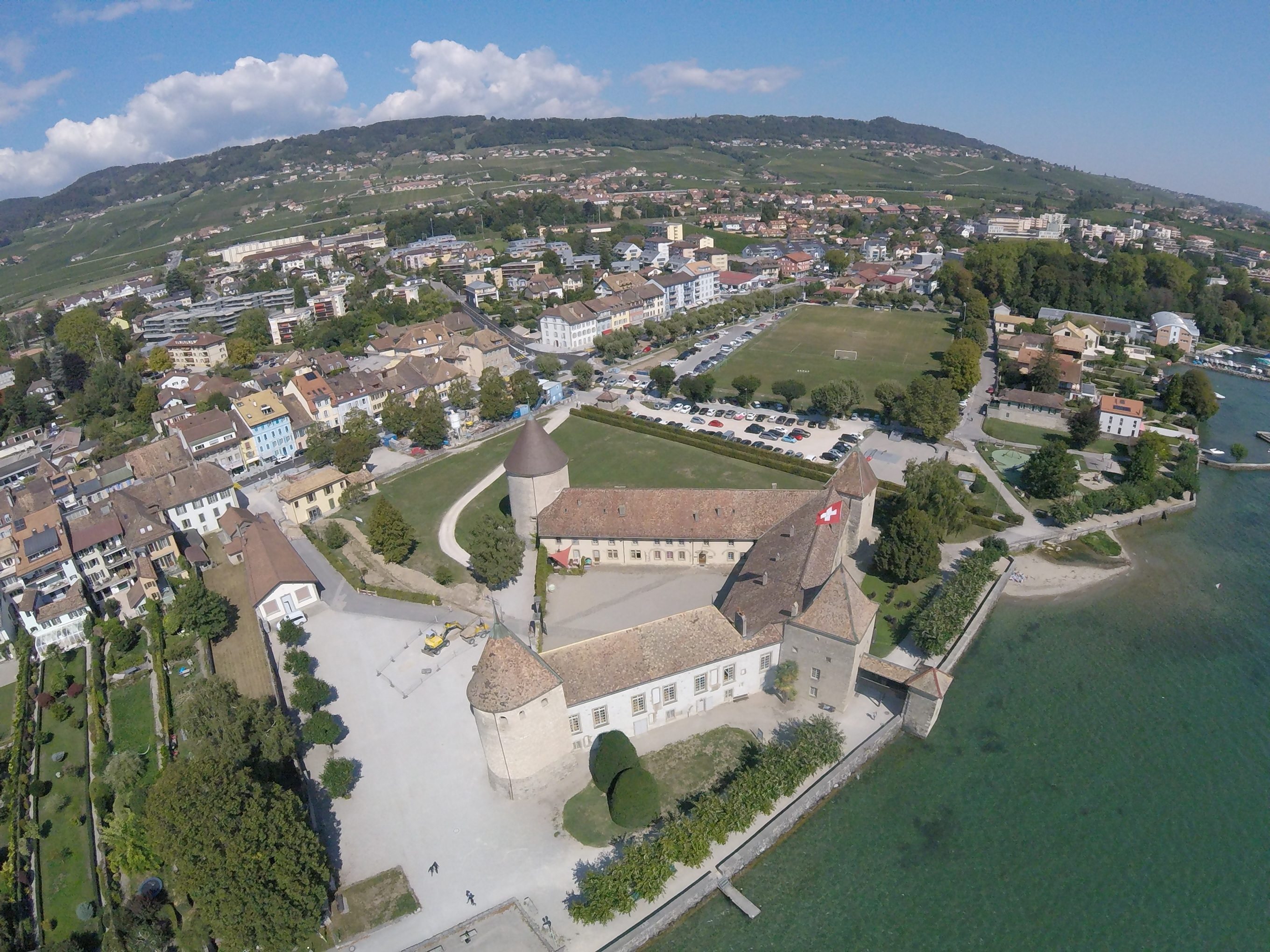
Rolle, vue aérienne.

Le château et l'île de la Harpe sont tous deux classés monuments historiques et inscrits comme biens culturels suisses d'importance nationale.
L'église protestante (rue du Temple). Cet harmonieux édifice de plan rectangulaire a été construit vers 1790 à l'emplacement de l'ancienne église de la fin du Moyen Âge, dont il a repris l'ancienne tour carrée formant clocher. Classé monument historique en 1900.
L’église catholique Saint-Grat (1843) (ruelle des Halles) compte parmi les premières églises néogothiques bâties dans le canton de Vaud. Elle a été élevée selon des plans restés anonymes, mais sans doute avec la collaboration de l'architecte Jean-Pierre Noblet, présent lors de la pose de la première pierre. Édifice modifié vers 1930 par la création de « voûtes cellulaires » dans le style de la fin du gothique. Inscrite à l'inventaire cantonal du patrimoine en 2003.
Tour de l'Horloge (Grand-Rue 58). Édifice communal bâti en 1545, surélevé en 1727, reconstruit en 1797.
Ancienne maison de ville (Grand-Rue 11). À la Réforme, la commune reprend les locaux de l'ancien hôpital médiéval ; la « maison de ville » y est attestée en 1550. L'édifice subit de nombreuses transformations. Après la Révolution vaudoise, les autorités communales s'installent au château et l'ancienne maison de ville est vendue en 1804 à un particulier. Harmonieuse façade sur rue, de 1737. Inscrite à l'inventaire cantonal du patrimoine en 1976.
Logis de la Couronne (Grand-Rue 44-46). Auberge attestée dès 1554. Grande façade symétrique, à avant-corps axial sommé d’un fronton, reconstruite en deux étapes, datées 1786 et 1808. L'administration communale y établit en 1974 ses bureaux. Inscrite à l'inventaire cantonal du patrimoine en 1976.
Logis de la Tête Noire (Grand-Rue 94). Auberge mentionnée dès 1607. Édifice reconstruit vers 1861 et surélevé en 1913. Se maintient comme établissement public jusqu’en 2001. Protection générale 2001.
Par ailleurs, la ville compte un grand nombre d'intéressantes maisons particulières, notamment à la Grand-Rue, qui constitue l'artère principale.

Bâtiments remarquables
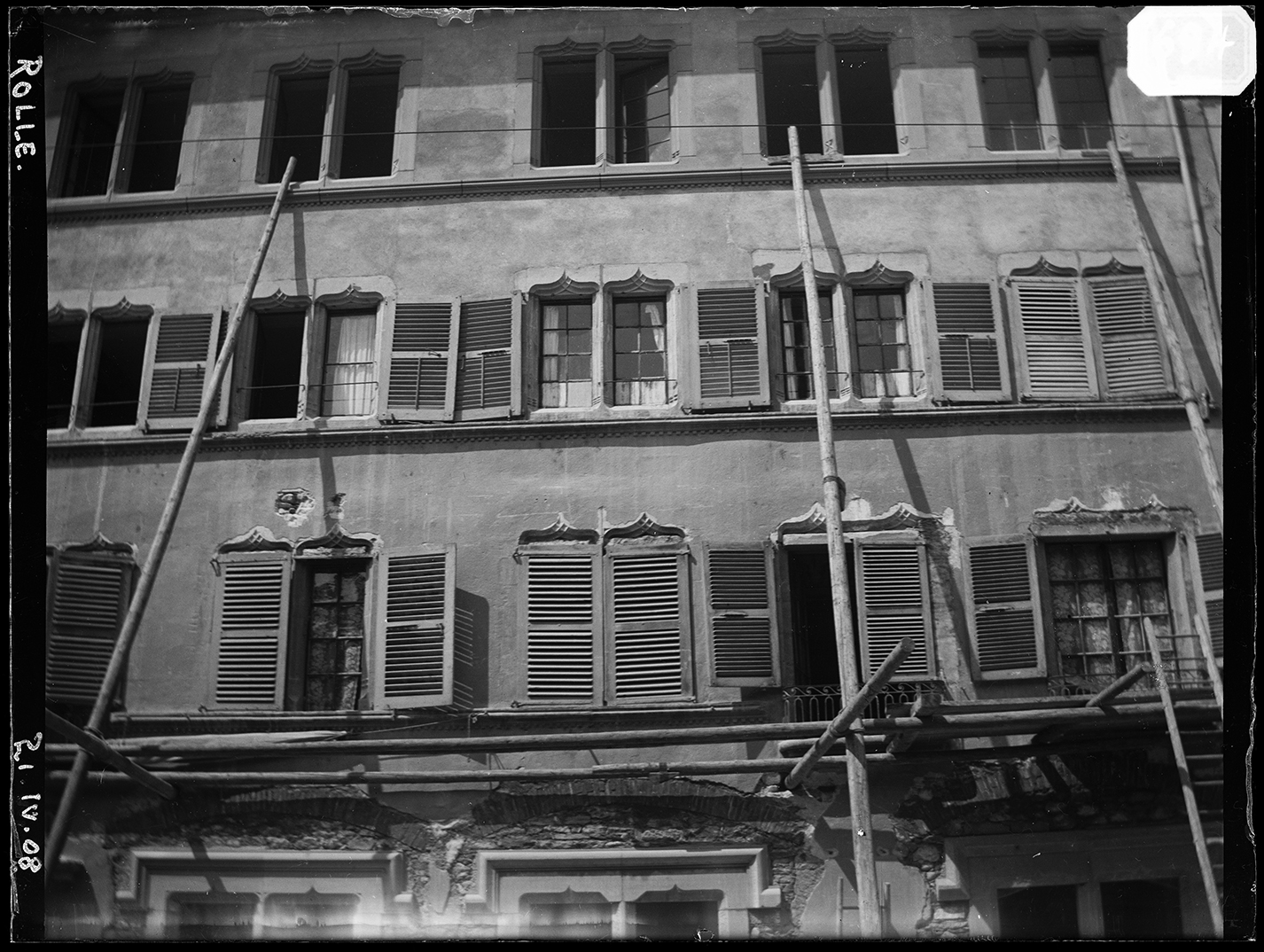
Rue du Temple 2, vers 1908.
Ancienne maison d'Allinges (1902)
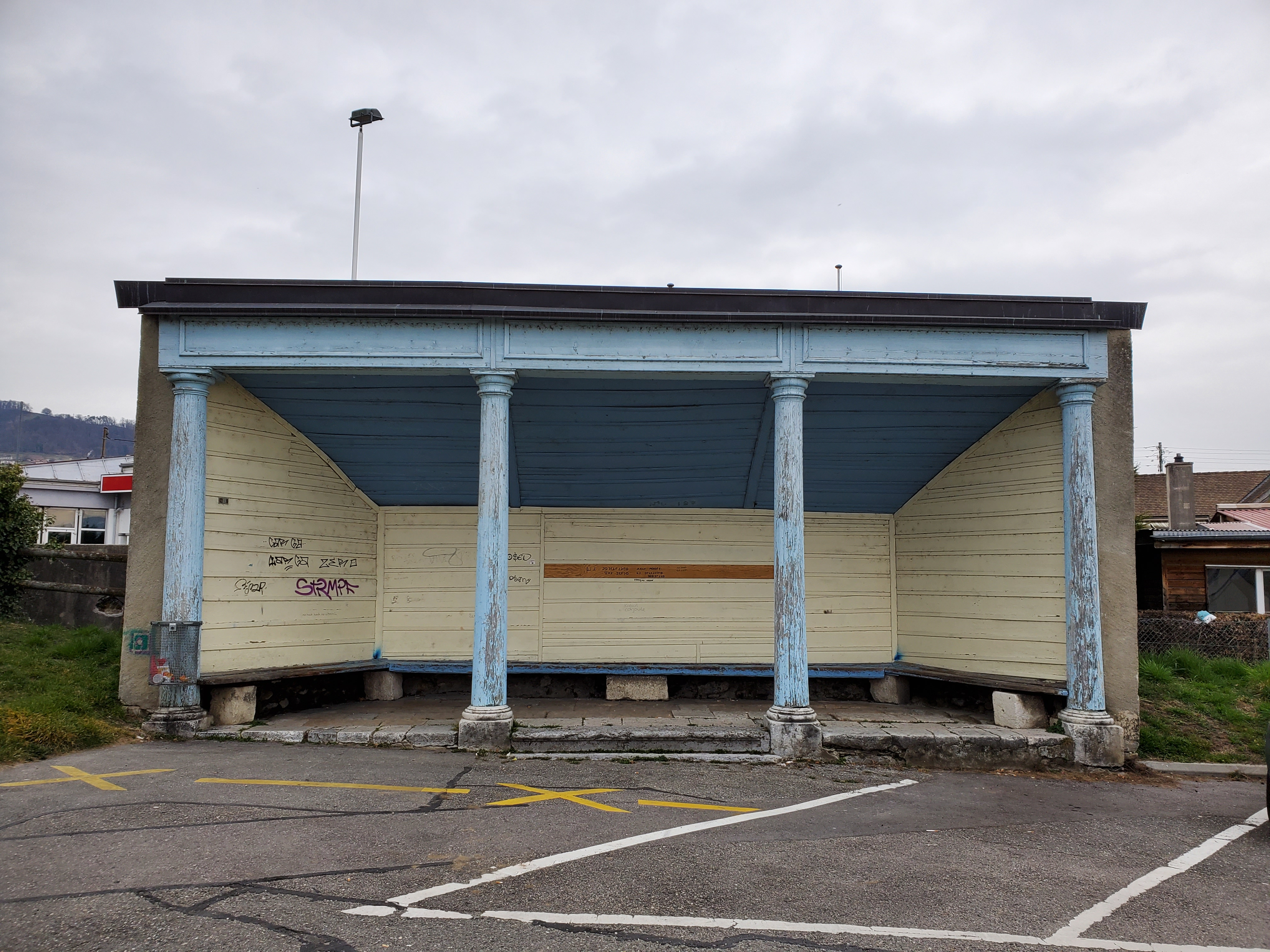
Le "Pavillon Bleu," (1804) tribune en bois à la Place d'Armes.

À l'angle de la place du Marché (rue du Temple 2), une imposante maison se fait remarquer par sa longue façade à fenêtres sommées de moulures en accolade, trahissant la fin de l'époque gothique. L'histoire de cette propriété peut être suivie à partir du XIVe siècle, déjà bien avant qu'elle ne passe aux notaires Pictet, dont Pierre Pictet, sans doute, reconstruit la façade sur rue au début du XVIe siècle. Au XVIIe siècle, cette demeure est en mains de la famille Rolaz, anoblie par l’empereur Ferdinand III de Habsbourg. En 1904, se trouve ici un Institut commercial catholique, établissement pour lequel on surélève en 1907 le bâtiment d'un étage en le dotant de fenêtres similaires à celles du niveau médiéval. Le bâtiment est acquis en 2002 par la commune de Rolle.
Grand-Rue 50 (ancienne maison d'Allinges). Une branche de la famille ou Maison d'Allinges (Haute-Savoie) est bourgeoise de Rolle dès le XIVe siècle. L'édifice est reconstruit vers 1518 pour l'homme d'église Claude d’Allinges, entre autres aumônier des ducs de Savoie et protonotaire apostolique. Importants vestiges architecturaux de cette époque, même si la façade sur rue est en partie reconstruite vers 1785. Maison louée en 1792 à la famille Necker, de Coppet, et à leur fille Germaine de Staël, qui accouche ici de son second fils. Inscrite à l'inventaire cantonal du patrimoine en 1976.
Dans les environs, on trouve également plusieurs édifices particulièrement intéressants.
Château du Rosey (chemin du Rosey 3). Ce fief noble est antérieur à la fondation de la ville de Rolle. Il est en effet déjà mentionné vers 1270, détenu alors par Pierre du Rosey. Au XVe siècle, la maison forte appartient à Guillaume Bolomier, grand chancelier du duché de Savoie, qui sera accusé de malversations et exécuté par noyade en 1446 (voir Pierre Gerbais). Au XVIIe siècle, ce domaine passe à la famille Rolaz, qui ajoute le nom de cette terre à son patronyme et devient « Rolaz du Rosey ». Fait exceptionnel, les Bourla-Papey en 1802, ne parviennent pas à se faire livrer les archives du château pour les brûler, comme ils l'ont fait ailleurs dans la région. En 1890, Paul-Emile Carnal acquiert ce domaine qu'il loue depuis 1882 et où il développe un pensionnat réputé. Voir Institut Le Rosey. Cet établissement scolaire, aujourd’hui encore, attire des étudiants du monde entier  moyennant un écolage annuel moyen d’environ 100 000 francs. Inscrit à l'inventaire cantonal du patrimoine en 1979. 
Les Uttins (route de Genève 2). Au XVIe siècle, cette propriété dépend du seigneur du Rosey. Une maison est attestée ici en 1548. Son vignoble « en uttins » (terme régional dérivé du français Hautain qui qualifie la vigne cultivée sur des supports) donne dès le XVIIe siècle son nom à cette propriété. Louis-Philippe Samuel de La Harpe transforme vers 1755-1760 la maison en édifice de plaisance, qu'accompagne une terrasse et un élégant jardin. On parle en 1779 de « château » détenu par Amédée Emmanuel François Laharpe, futur général de Bonaparte. Inscrit à l'inventaire cantonal du patrimoine en 2003.
Chalet du Maupas (route de Genève 35). Bâtiment à l'intersection du style « Chalet » et du mouvement Heimatstil (avec influences Arts and Crafts), dessiné en 1895 par l'architecte genevois Edmond Fatio pour Edouard Kunkler. Inscrit à l'inventaire cantonal du patrimoine en 1979.
Bellerive (route de Gilly 11). Bâtiment néoclassique construit vers 1828 pour la famille Antoine-Auguste-Théophile Rosset. Inscrit à l'inventaire cantonal du patrimoine en 1979.
Pré-de-Vert (route de Genève 34). Maison de maître élevée vers 1880 pour Gabriel Eynard. Propriété léguée en 1924 à la commune de Rolle pour y créer une fondation à la mémoire de Claudi Russell-Eynard. Inscrit à l'inventaire cantonal du patrimoine en 1979.
Fleur d’Eau, Fleuri, Grand Fleur d’Eau et Petit Fleur d'Eau se trouvent sur le territoire de la commune de Rolle, mais sont des dépendances de la maison de Campagne de Beaulieu, près de Gilly.

## Écoles
- L'école des Buttes
- L'école du Maupas
- Le collège du Martinet
- Le Courtil (rue du Port 14) (bâtiment passé en mains privées et transformé en appartements)
- L'école Internationale Le Rosey

## Industries
Les compagnies S.C. Johnson, Honeywell, Cisco, PPG, Nidecker ont leur siège social européen installé à Rolle.

## Personnalités
- Abraham Ruchat a été pasteur à Rolle de 1709 à 1721.
- Henri Bouquet, né à Rolle en 1719, mercenaire, général de l'armée britannique en Amérique du Nord.
- Jean Preudhomme, baptisé à Rolle en 1732, artiste-peintre.
- Frédéric-César de La Harpe, né à Rolle en 1754, précepteur de l'empereur Alexandre Ier de Russie.
- Amédée Emmanuel François Laharpe, né près de Rolle en 1754, militaire.
- Louis-Auguste Brun, né à Rolle en 1758, artiste-peintre.
- Jean-Pierre Noblet, né à Rolle en 1762, mort à Rolle en 1851, architecte.
- Voltaire a séjourné à Rolle pendant l'été 1766.
- Jean-Louis-Paul-François de Noailles, militaire et chimiste, s'est réfugié à Rolle dans les années 1790.
- Pierre-Marin Rouph de Varicourt, prêtre catholique, s'est réfugié à Rolle pendant la Terreur.
- Jean-Jacques Porchat (1800-1864), écrivain et professeur, a passé sa jeunesse à Rolle.
- John Berney, né à Rolle en 1820, personnalité politique.
- Édouard Dapples, personnalité politique, a vécu à Rolle dans les années 1830.
- Ernest Dapples, né à Rolle en 1836, ingénieur aux chemins de fer[23].
- Auguste Reymond (1860-1930), journaliste, bibliothécaire et traducteur, a enseigné au collège de Rolle.
- Ernest Biéler, né à Rolle en 1863, artiste-peintre.
- Charles Fricker, né à Rolle en 1867, personnalité politique.
- Paul Aeschimann, né à Rolle en 1886, poète et critique littéraire.
- Charles Clément, né à Rolle en 1889, artiste-peintre.
- Flore Révalles, née Treichler à Rolle en 1889, chanteuse et danseuse.
- Suzanne Perrottet, née à Rolle en 1889, danseuse et pédagogue.
- Antoinette Quinche (1896-1979), avocate, a lutté pour l'amélioration des conditions de détention dans la prison des femmes de Rolle.
- Julien-François Zbinden, né à Rolle en 1917, pianiste, compositeur et ingénieur du son.
- Janine Massard, née à Rolle en 1939, écrivaine.
- Pierre Aepli, né à Rolle en 1940, commandant de la Police cantonale vaudoise.
- Pierre-Marie Pouget, né en 1941, écrivain et philosophe, a été maître de gymnase au collège de Rolle.
- André Maeder, né à Rolle en 1942, astronome.
- Patrick Lapp, né à Rolle en 1944, animateur de radio et comédien.
- Véronique Goël, née à Rolle en 1951, réalisatrice.
- Miklós Domahidy, écrivain, a travaillé comme œnologue chez Schenk à Rolle c.1956.
- Maria Popesco, victime d'une erreur judiciaire, sort du pénitencier de Rolle en 1957.
- Edmond Privat, mort à Rolle en 1962, journaliste, écrivain et professeur.
- Christophe Calpini, né à Rolle en 1969, musicien.
- Anthony Favre, né à Rolle en 1984, footballeur.
- Sonia Kacem, née en 1985, artiste plasticienne, a passé une partie de son enfance à Rolle.
- Ernst Neufert, mort à Rolle en 1986, architecte.
- Christian Blanc, mort à Rolle en 1997, pilote automobile.
- Jean-Michel Goudard, publicitaire, a vécu à Rolle en 2007-2008.
- Jean-Luc Godard, cinéaste, mort à Rolle – où il vivait depuis 45 ans – en 2022.
- Jean-Marie Straub, cinéaste, mort en 2022 à Rolle, où il résidait.
- Stéphane Garelli, professeur, habite à Rolle.
- Hergé , dans son album des aventures de Tintin L'Affaire Tournesol, situe à Rolle l'ambassade de Bordurie (pays imaginaire)

## Transports
- Gare de Rolle, sur la ligne ferroviaire Lausanne - Genève
- Desserte par la Compagnie générale de navigation sur le lac Léman
- Autoroute A1, sortie 13 (Rolle)
- Le Rolle-Gimel (RG) est un tramway qui circula du 12 octobre 1898 au 24 septembre 1938

## Cyberattaque
Le 20 août 2021, le site d'information suisse Watson a révélé que la commune de Rolle avait été victime d'un piratage informatique et qu'une grande quantité de documents internes et confidentiels avaient été publiés sur le darknet. Il s'agit d'informations sensibles sur plus de 5 000 habitants de Rolle (la quasi-totalité de la population) : adresses, numéros de téléphone, religions, numéros AVS, dates d’établissement dans la commune, etc. Il est aussi fait mention d'accords fiscaux avec une multinationale. Ce piratage de données publiques est le plus important survenu en Suisse et connu à ce jour.